# MasterChef Australia
MasterChef Australia è la versione australiana del talent show culinario d'origine britannica MasterChef.
Il programma viene trasmesso in Australia dal 27 aprile 2009 su Network Ten, mentre in Italia va in onda in prima visione su Sky Uno e in replica su Cielo. I giudici sono stati, dalla prima all'undicesima stagione, Gary Mehigan, George Calombaris e Matt Preston, mentre dalla dodicesima stagione è presente Andy Allen, vincitore della quarta edizione dello show. i giudici che sostituiranno Melissa Leong e Jock Zonfrillo sono: la finalista della prima edizione dello show  Poh Ling Yeow, lo chef francese Jean-Christophe Novelli e la giornalista e critica gastronomica Sofia Levin. Le edizioni dodici e quattordici hanno visto il ritorno in gara di alcuni ex concorrenti, e proprio la quattordicesima stagione si è conclusa con la vittoria della trentunenne Billie McKay, la quale si era già guadagnata il titolo alla fine della settima stagione, nel 2015.
L'ultima stagione dello show culinario, ovvero la sedicesima, è stata vinta da Nat Thaipun.
La quindicesima stagione, il cui inizio era programmato per il 1º maggio 2023, era stata sospesa a causa della morte improvvisa di Jock Zonfrillo, avvenuta il 30 aprile. In seguito, con l'opportuno consenso dei familiari dello chef, si è deciso di riprogrammarla per il 7 maggio.

## Edizioni
| Stagione                 | Episodi | Prima TV Australia | Prima TV Italia | Vincitore      | Secondo classificato    | Altri partecipanti (ordine di eliminazione) |
| ------------------------ | ------- | ------------------ | --------------- | -------------- | ----------------------- | --- |
| Prima stagione           | 72      | 2009               | 2010            | Julie Goodwin  | Poh Ling Yeow           | Melissa Lutton, Pasquale "Nic" Ciampa (ritirato), Linda Kowalski, Brent Parker-Jones, Michelle Darlington, Joshua "Josh" Catalano, Kate Rodrigues, Aaron Thomas, Trevor Forster, Sandra Morena, Eugenia "Geni" Papacostas, Tom Mosby, Sam Ciaravolo, Andre Ursini, Lucas Parsons, Julia Jenkins, Justine Schonfield, Chris Badenoch                                                                |
| Seconda stagione         | 84      | 2010               | 2011            | Adam Liaw      | Callum Hann             | Sarah Carmichael (ritirata), Devon Headland, Kate Nugara, Adele Fragnito, Dominic Corrigan, Daniel Aulsebrook, Philip Vakos, Carrie Johnston, Fiona Inglis, Jake Bujayer, Skye Craig, Sharnee Rawson, Matthew Caldicott, Joanne Zalm, Peter Kritikides, Marion Grasby, Jonathan Daddia, Aaron Harvie, Alvin Quah, Courtney Roulston, Jimmy Seervai, Claire Winton Burn                             |
| Terza stagione           | 86      | 2011               | 2012            | Kate Bracks    | Michael Weldon          | Paul Lombardi (ritirato), Tom Rutledge, Alex Glasson, Seamus Ashley, Chelsea Fammartino, Cleo Kerameas, Andrew Henderson, Jay Huxley, Arena Dunn, Rachel McSweeney, Shannon Smyth, Adam Bowen, Craig Young, Danielle Dixon, Kumar Pereira, Matthew "Mat" Beyer, Peter Vickery, Sún Etheridge, Billy Law, Hayden Quinn, Ellie Paxton-Hall, Danielle "Dani" Venn, Alana Lowes                        |
| Quarta stagione          | 70      | 2012               | 2013            | Andy Allen     | Julia Taylor            | Kevin Perry, Lydia Guerrini, Matt Howell, Katherine "Kath" von Witt, Tran Kim "TK" Nguyen, Dalvinder Dhami, Mario Mohorko, Filippo Silvestro, Emma O'Shaughnessy, Sam David, Tregan Borg, Andrew Strickland, Julia "Jules" Pike, Amina Elshafei, Debra Sederlan, Wade Drummond, Beau Cook, Alice Zaslavsky, Kylie Millar, Ben Milbourne, Mindy Woods, Audra Morrice (3ª classificata)              |
| Quinta stagione          | 65      | 2013               | 2014            | Emma Dean      | Lynton Tapp             | Daniel "Dan" Tuddenham, Michael Todd, Xavier Doran, Clarissa Dodawec, Andrew Prior (ritirato), Nicky Agahari, Faiza Rehman, Totem Douangmala, Philippa "Pip" Sumbak, Liliana Battle, Julia "Jules" Allen, Neha Sen, Vern Fitzgerald, Noelene Marchwiki, Daniel Churchill, Daniel Kelty, Lucy Wallrock, Christina Batista, Rishi Desai, Samira El Khafir (3ª classificata)                          |
| Sesta stagione           | 60      | 2014               | 2015            | Brent Owens    | Laura Cassai            | Cecilia Vuong (ritirata), Brendan Langfield, Deepali Behar, Nicole Cleave, Nick Doyle, Emily Loo, Scott Yeoman, Sean Baxter, Steven Peh, Rachel Ciesiolka, Samantha "Sam" Gant, Byron Finnerty, Natasha "Tash" Shan, Georgia Hughes, Kira Westwick, Colin Sheppard, Sarah Todd, Renae Smith, Amy Shields, Ben MacDonald, Tracy Collins, Jamie Fleming, Emelia Jackson (3ª classificata)            |
| Settima stagione         | 62      | 2015               | 2015            | Billie McKay   | Georgia Barnes          | Mario Montecuollo (squalificato), Marcus Cher, James Bell, Kha Nguyen, Andrea Farinha, Jarrod Trigg, Fiona Grindlay, Melita Tough, Kristina Short, Ava Stangherlin, Anna Webster, Jacqueline "Jacqui" Ackland, Jamie Ward, John Carasig, Stephen Rooney, Rose Adam, Amy Luttrell, Ashleigh Bareham, Jessie Spiby, Matthew Hopcraft, Sara Oteri, Reynold Poernomo, Jessica Arnott (3ª classificata) |
| Ottava stagione          | 63      | 2016               | 2017            | Elena Duggan   | Matthew "Matt" Sinclair | Ashley McConnell, Nathaniel Milevskiy, Adam Mizzi, Olivia Robinson, Nidhi Mahajan, Jimmy Wong, Con Vailas, Cecilia Vuong, Charlie Sartori, Miles Pritchett, Zoe Konikkos, Nicolette Stathopoulos, Anastasia Zolotarev, Karmen Lu, Heather Day, Theresa Visintin, Chloe Bowles, Brett Carter, Trent Harvey, Mimi Baines, Elise Franciskovic (4ª classificata), Harry Foster (3º classificato)       |
| Nona stagione            | 63      | 2017               | 2017            | Diana Chan     | Ben Ungermann           | Rashedul Hasan, Lee Behan, Josh Cleary, Pia Gava, Benita Orwell, Bryan Zhu, Benjamin Bullock, Trent Devincenzo, Jessica "Jess" Butler, Pete Morgan, Samuel Whitehead, Ray Silva, Michelle Lukman, Nicole Stevenson, Sam Goodwin, Callan Smith, Eloise Praino, Eliza Wilson, Sarah Tiong, Arum Nixon, Tamara Graffen, Karlie Verkerk (3ª classificata)                                              |
| Decima stagione          | 61      | 2018               | 2018            | Sashi Cheliah  | Ben Borsht              | Brett McGrath, Metter Chin, Denise Valdez, Adele Elliott, Tim Talam, Michelle Walsh, Loki Madireddi, Jo Kendray, Genene Dwyer, Jenny Lam, Lisa Diep, Aldo Ortado, Luigia "Gina" Ottaway, Hoda Kobeissi, Sarah Clare, Brendan Pang, Kristen Sheffield, Samira Damirova, Reece Hignell, Chloe Ann Carrol, Jessica "Jess" Liemantara, Khanh Ong (3º classificato)                                     |
| Undicesima stagione      | 61      | 2019               | 2019-2020       | Larissa Takchi | Tessa Boersma           | Huda Al-Sultan, Dee Williams, Yossra Abouelfadl, Monica Mignone, Mandy Hall, Jessica "Jess" Hall, Blake Werner, Leah Milburn-Clark, Kyle Lyons, Joe Ahern, Walleed Rasheed, Abbey Rose, Stephanie "Steph" De Sousa, Sandeep Pandit, Ben Trobbiani, Tati Carlin, Derek Lau, Christina Laker, Anushka Zargaryan, Nicole Scott, Tim Bone, Simon Toohey (3º classificato)                              |
| Dodicesima stagione      | 61      | 2020               | 2020-2021       | Emelia Jackson | Laura Sharrad           | Lynton Tapp, Courtney Rolston, Ben Milbourne, Harry Foster, Danielle "Dani" Venn, Rose Adam, Chris Badenoch, Amina Elshafei, Ben Ungermann (ritirato), Hayden Quinn, Sarah Clare, Tracy Collins, Jessica "Jess" Liemantara, Simon Toohey, Sarah Tiong, Khanh Ong, Brendan Pang, Tessa Boersma, Poh Ling Yeow, Reece Hignell, Callum Hann, Reynold Poernomo (3º classificato)                       |
| Tredicesima stagione     | 61      | 2021               | 2021-2022       | Justin Narayan | Pete Campbell           | Trent Vu, Yonina "Yo Yo" Yang, Katrina Dunnett, Wynona Davies, Therese Lum, Conor Curran, Jessica "Jess" Hodge, Eric Mao, Tom Levick, Dan Dumbrell, Amir Manoly, Brent Draper (ritirato), Maja Veit, Aaron Sanders, Minoli De Silva, Scott Bagnell, Depinder Chhibber, Tommy Pham, Sabina Newton, Linda Dalrymple, Elise Pulbrook, Kishwar Chowdhury (3ª classificata)                             |
| Quattordicesima stagione | 62      | 2022               | 2022            | Billie McKay   | Sarah Todd              | Chris Tran, Dulan Hapuarachchi, Max Kaprivsky, John Carasig, Christina Batista, Sashi Cheliah, Minoli Da Silva, Jennifer "Jenn" Lee, Melanie Persson, Ali Stoner, Matt Landmark, Harriet "Harry" Tomlinson, Stephanie "Steph" Woon, Michael Weldon, Tommy Pham, Montana Hughes, Aldo Ortado, Mindy Woods, Alvin Quah, Julie Goodwin, Keyma Vazquez Montero, Daniel Lamble (3º classificato)        |
| Quindicesima stagione    |         | 2023               |                 |                |                         | In gara: Adi Nevgi, Alice Han, Amy Tanner, Andrea Puglisi, Antonio Cruz Vaamonde, Brent Draper, Catherine "Cath" Collins, Declan Cleary, Grace Jupp, Jessica Perri, Larissa Sewell, Malissa Fedele, Phil Conway, Ralph Kahango, Rhiannon Anderson, Robbie Cooper, Rue Mupedzi, Theo Loizou |